# Crisi del maggio 1947
La crisi del maggio 1947, nota anche come crisi dell'esclusione, si riferisce ai mutamenti politici avvenuti in Italia e Francia nel maggio 1947 che portarono all'espulsione dei comunisti dai governi di questi paesi. La storiografia ha generalmente ritenuto che questa crisi abbia segnato l'inizio della guerra fredda in Europa occidentale.
Oltre all'Italia e alla Francia, i ministri dei partiti comunisti che facevano parte dei governi di unità nazionale europei furono espulsi nel corso del 1947 anche in Lussemburgo e Belgio, e in tutti i casi a causa della pressione esercitata dagli Stati Uniti d'America. Queste manovre fecero sì che l'Unione Sovietica, al contrario, irrigidisse il focus della sua politica estera e tra le altre misure creò il Cominform nel settembre dello stesso anno.

## In Italia
In Italia la Democrazia Cristiana (DC), guidata da Alcide De Gasperi, stava perdendo popolarità, e temeva che la coalizione di sinistra prendesse il potere. Il Partito Comunista Italiano (PCI) stava crescendo rapidamente, grazie anche ai suoi sforzi organizzativi a sostegno dei mezzadri in Sicilia, Toscana e Umbria, movimenti che furono sostenuti anche dalle riforme di Fausto Gullo, il comunista ministro dell'agricoltura.
Il 1º maggio la nazione fu messa in crisi dalla strage di Portella della Ginestra (l'omicidio di undici contadini socialisti, tra cui quattro bambini, durante una parata per la Festa dei lavoratori a Piana degli Albanesi, presso Palermo) da parte di Salvatore Giuliano e della sua banda. Nel caos politico che ne seguì, il 31 maggio il presidente del Consiglio organizzò l'espulsione di tutti i ministri di sinistra dal governo. Un partito di sinistra non avrebbe più fatto parte di un governo nazionale per quasi vent'anni. De Gasperi lo fece su pressione del segretario di Stato statunitense George Marshall, che lo aveva informato che l'anticomunismo era una precondizione per ricevere aiuti statunitensi, e dell'ambasciatore James Clement Dunn che aveva chiesto direttamente a De Gasperi di sciogliere l'Assemblea Costituente e formare un nuovo governo senza la partecipazione del PCI e del PSI.
La crisi politica italiana e il movimento anticomunista erano dipendenti dalla violenza mafiosa. La mafia strinse profondi legami con la Democrazia Cristiana a metà degli anni '40 attraverso personaggi come Calogero Vizzini, che era anche un operativo per le forze armate statunitensi. La mafia politicizzata usò il terrore come tattica contro il movimento operaio e il Partito Comunista, uccidendo dozzine di persone di sinistra in quel periodo. La strage del 1º maggio di Giuliano è stata spesso accusata di essere uno di questi eventi associati alla Democrazia Cristiana. Secondo Peter Robb:
Prima della sua misteriosa uccisione in un carcere dello Stato, il luogotenente di Giuliano Gaspare Pisciotta implicò direttamente la DC per la strage attraverso il ministro dell'interno Mario Scelba. Scrittori come Gaia Servadio e Peter Dale Scott credono che ci sia stato un coinvolgimento degli Stati Uniti attraverso una rete di intelligence-mafia gestita da William Joseph Donovan.
Mentre le accuse specifiche sono controverse, c'è consenso sul fatto che Giuliano "è stato usato come avanguardia in una battaglia politica interna con i comunisti".

## In Francia
In Francia le politiche contrastanti dei membri della coalizione di governo detta Tripartismo crearono tensioni e sotto la presidenza di Paul Ramadier le condizioni economiche erano disastrose. Il Partito Comunista Francese (PCF) aveva il sostegno di un elettore su quattro, ottenendo la più grande percentuale di voti di qualsiasi partito tra il 1946 e il 1956. Ramadier ricevette avvertimenti dall'ambasciatore statunitense Jefferson Caffery che la presenza di comunisti nel governo avrebbe portato al blocco degli aiuti statunitensi o forse peggio. ("Ho detto a Ramadier", scrisse Caffery nel suo diario, "niente comunisti al governo o altro".) Ramadier iniziò a cercare un pretesto per eliminarli. All'inizio della grande ondata di scioperi francesi del 1947, tra i ministri del partito di Ramadier, la Sezione Francese dell'Internazionale Operaia (SFIO), circolò una voce che i comunisti stavano tramando un colpo di Stato per il 1º maggio e che l'esercito era stato segretamente mobilitato. I ministri comunisti si opposero a Ramadier in un voto sulle politiche salariali e, il 5 maggio 1947, li espulse dal governo. L'anno successivo gli Stati Uniti premiarono la Francia con centinaia di milioni di dollari in aiuti per il Piano Marshall. Non è mai stata trovata alcuna prova di un complotto golpista, ed è stato confermato che il PCF si era inizialmente opposto agli scioperi di aprile. L'assenza del Partito Comunista dal governo in Francia durò ben oltre la caduta della Quarta Repubblica, e l'effetto di questa assenza sul sistema dei partiti e sulla stabilità del governo ha spinto storici come Maynard Williams a descrivere il 5 maggio 1947 come "la più importante data nella storia della Quarta Repubblica».

## Eventi correlati
I ministri comunisti furono destituiti da diversi altri governi europei nel 1947 e in tutti i casi la mossa fu dettata dal desiderio di conformarsi ai desideri degli Stati Uniti. Queste manovre portarono i sovietici a rafforzare il loro approccio alla politica estera, istituendo il Cominform.
Nello stesso momento in cui i ministri comunisti venivano licenziati dai governi occidentali, i sovietici stavano consolidando la loro presa su quello che sarebbe diventato il blocco orientale. 
Il 30-31 maggio, Ferenc Nagy, il ministro presidente dell'Ungheria democraticamente eletto, si dimise dall'incarico sotto le minacce del Partito Comunista Ungherese, che lo accusò di coinvolgimento in un presunto complotto antistatale. Il suo Partito dei Piccoli Proprietari Indipendenti aveva ottenuto una larga maggioranza nelle elezioni parlamentari ungheresi del 1945, ma la comunista tattica del salame aveva progressivamente ridotto il suo supporto popolare, in particolare all'inizio del 1947, quando i comunisti lo accusarono di essere membri chiave di coinvolgimento in complotti anti-statali.  L'Unione Sovietica, il cui esercito occupava l'Ungheria all'epoca attraverso la Commissione alleata, svolse un ruolo chiave in questo processo fornendo la presunta prova del coinvolgimento del Ministro presidente, e rapì anche Béla Kovács, il popolare segretario generale del Partito dei Piccoli Proprietari, per deportare lui all'Unione Sovietica a dispetto del Parlamento. A maggio il Partito dei Piccoli Proprietari era stato privato della sua maggioranza eletta a seguito di arresti di massa ed esclusioni dei suoi parlamentari, e Nagy era politicamente isolato. Ricevette l'ultimatum dei comunisti durante un viaggio all'estero in Svizzera, e questi ultimi minacciarono di danneggiare il figlio di Nagy se il Ministro presidente non si fosse dimesso o non fosse tornato in Ungheria per affrontare il processo. Nagy accettò di dimettersi, ma non ratificò formalmente le sue dimissioni fino a quando suo figlio in ostaggio non lo raggiunse in esilio il 2 giugno.
Inoltre, Nikola Petkov, il capo a parole dell'opposizione bulgara, fu arrestato subito dopo il 4 giugno per essere processato per tradimento ad agosto e giustiziato a settembre. La tempistica di questo era senza dubbio legata al colpo di Stato ungherese. Pertanto l'ordine geopolitico europeo dei successivi quarant'anni fu in gran parte deciso nel maggio-giugno 1947.